# توم سكوت (رجل أعمال)
توم سكوت (بالإنجليزية: Tom Scott)‏ هو شخصية أعمال أمريكي، ولد في 2 فبراير 1966 في تشيفي تشايس ‏ في الولايات المتحدة.

## وصلات خارجية
- توم سكوت على موقع إن إن دي بي (الإنجليزية)